# ダイナマイトオレンジ
ダイナマイトオレンジ (dynamiteorange) は、解散した日本のロックバンド。

## 概要
- 2003年、アメロックと渡辺直人で結成。当初のバンド名は『2人ばんど』。
- 2004年、高円寺UFO CLUBを中心に『2人ばんど』としてライブ活動を開始。 5月『熱唱オンエアバトル』（NHK総合）に出演する。
- 2005年、ダイナマイトオレンジに改名。6月にサポートドラマーが加入し、3人組となる。
- 2006年4月に一時活動休止。10月にギタリストのゆうが加わり、4人体制となって活動を再開。同月に復活ライブを開催。
- 2007年4月、8曲入りフルアルバム「ALIVE」を発表。（2008年夏完売）
- 2008年3月、新企画ライブ「夢で逢いまSHOW」がスタート。（2008年12月21日の回をもって終了）
- 2008年5月に『占え寿々人十色』（インターネットテレビ・あっ!とおどろく放送局）にアメロックがゲスト出演する。
- 2008年7月『ガリンペロex』（東京MXテレビ）にて、ピックアップアーティストに選ばれる。同月、限定シングル『燃えつきたい』をリリース。
- 2008年7月～9月にかけて3ヶ月連続のシングルが発売される。
  - 7月、シングル『燃えつきたい』リリース。
  - 8月、シングル『寝床でロック』リリース。
  - 9月、シングル『がんばろうぜ』リリース。
- この頃、事務所が決まり所属する（グローエンターテイメント）。
- 2008年10月、『燃えつきたい』が『池袋ウエストフードパーク』（EXエンタテイメントCS放送局275ch）のオープニング曲に決まる。音楽創庫にて着うた6曲が配信される。『伊藤俊吾のザ・ソングス・オーディション「GeTaCha!」』（文化放送） にエントリーされる。
- 2008年12月、リーダー渡辺直人の事故により、残りのメンバーでアコースティック体制にてライブ活動、路上ライブを開始する。
- 2009年2月、新企画ライブ「ダイオレの巣」がスタート。
  - 2月、J-WAVE MUSIC HYPER　MARKET「投稿の殿堂　新年会スペシャル」で殿堂入りする。
  - 4月、6曲入りミニアルバム『ダイオレＬＩＶＥセレクション2008』リリース。
- 事務所から解雇される。
- 2009年6月に舞台「かみひとえ」にアメロックが出演する。ダイナマイトオレンジが主題歌・挿入歌等担当する。
  - 6月、新曲2曲収録の8トラック新音源『ダイオレ×かみひとえ[舞台]SoundTrack』リリース。
  - 6月、音楽創庫にて着うた2曲が配信される。（・それでも僕らは強く生きていく・まぼろし）
- 2009年10月、ダイオレの巣VOL.5にて、渡辺直人が復帰。
- 2009年11月、渡辺直人脱退。
- 2009年12月、アメロック・ゆうにて解散ライブを行う。

## メンバー
アメロック （1978年11月10日 - ）
ボーカル、ギター、ハーモニカ担当。
千葉県出身、血液型はAB型。
ダイナマイトオレンジ結成前はお笑い芸人として活動、西条みつとし（元・あれきさんだーおりょう）とのコンビ『ノンストップバス』のツッコミ担当だった。ダイナマイトオレンジ解散後は「AMEMIYA」（アメミヤ）の芸名で、お笑い芸人としての活動を再開。
渡辺直人 （1978年12月13日 - ）
ベース、コーラス担当。
千葉県出身、血液型はA型。
ダイナマイトオレンジのリーダー。通称ナベロック。2008年12月から2009年10月までバンドを離脱していた。
ゆう （1984年10月3日 - ）
ギター、ダジャレ担当。
神奈川県出身、血液型はA型。
ダイナマイトオレンジ解散後は「ダジャリストゆう」の芸名で、お笑い芸人として活動している。2018年7月31日より「ロンリーゆう」に改名。

## サポートメンバー
アッキーバルボア
ドラムス担当。
千葉県出身。

## ディスコグラフィー

### シングル
1. 燃えつきたい（2008年7月29日）
2. 寝床でロック（2008年8月31日）
3. がんばろうぜ（2008年9月28日）

### オリジナルアルバム
1. ALIVE（2007年4月）
  1. カンケーナイ
  2. ぶりかえし
  3. 歌いたい
  4. 僕の好きな人
  5. リンコン
  6. がんばろうぜ
  7. ALIVE -生きてるって感じ-

### オリジナルミニアルバム
1. 『ダイオレＬＩＶＥセレクション2008』（2009年4月27日）
  1. 愛しのニューデイズ
  2. ダントツ最高
  3. 僕の好きな人
  4. がんばろうぜ
  5. 燃えつきたい
  6. まけないもの

1. 『ダイオレ×かみひとえ(舞台)SoundTrack』（2009年6月10日）
  1. それでも僕らは強く生きていく
  2. まぼろし
  3. がんばろうぜ
  4. がんばろうぜ（弾き語り）
  5. それでも僕らは強く生きていく（ギターインスト）
  6. がんばろうぜ（ギターインスト）
  7. それでも僕らは強く生きていく（オルゴール）
  8. がんばろうぜ（オルゴール）

## 出演
- 熱唱オンエアバトル （NHK総合）
- ガリンペロex （東京MXテレビ）
- 占え寿々人十色 （あっ!とおどろく放送局）
- 伊藤俊吾のザ・ソングス・オーディション「GeTaCha!」 （文化放送）
- 舞台かみひとえ（萬劇場）アメロックのみ

など